# Polythore beata
Polythore beata är en trollsländeart som först beskrevs av Robert McLachlan 1869.
Polythore beata ingår i släktet Polythore och familjen Polythoridae. Inga underarter finns listade i Catalogue of Life.